# Sainte-Livrade
Sainte-Livrade település Franciaországban, Haute-Garonne megyében. Lakosainak száma 256 fő (2022. január 1.). Sainte-Livrade Bellegarde-Sainte-Marie, Le Castéra, Lasserre-Pradère, L’Isle-Jourdain és Ségoufielle községekkel határos.

## Népesség
A település népessége az elmúlt években az alábbi módon változott:
| Lakosok száma | 151  | 189  | 224  | 275  | 291  | 292  | 271  | 258  | 258  | 256  |
|               | 1968 | 1982 | 1990 | 2006 | 2013 | 2015 | 2017 | 2019 | 2020 | 2022 |